# Редфилд, Джеймс
Джеймс Редфилд (англ. James Redfield; 19 марта 1950) — американский писатель, преподаватель и кинодраматург. Получил известность после публикации книги «Селестинские пророчества» (The Celestine Prophecy) 1993.

## Биография
Джеймс Редфилд вырос в сельской местности рядом с городом Бирмингем (штат Алабама). Изучал основы восточной философии (в том числе даосизм и дзэн) в Обернском университете. В течение 15 лет проработал практикующим врачом, помогая подросткам, подвергшимся насилию. В этот период он присоединился к движению за развитие человеческого потенциала. В 1989 году Джеймс оставил работу врачом, чтобы посвятить себя писательству. Его интересы лежали в области синтеза идей интерактивной психологии, восточной и западной философии, экологии, истории и мистицизма.
В 1993 году Джеймс на собственные средства издаёт книгу Селестинские пророчества. Огромный интерес со стороны читателей и книготорговцев сделал эту книгу одной из самых успешных из изданных на собственные средства автора. В марте 1994 года издательство Warner Books купило права на издание и выпустило тираж в твёрдой обложке. Книга быстро заняла первое место в списке бестселлеров The New York Times.